# Liste des albums musicaux numéro un au Billboard 200 en 2023
Cette page présente les albums musicaux numéro 1 chaque semaine en 2023 au Billboard 200, le classement officiel des ventes d'albums aux États-Unis établi par le magazine Billboard.
Les dix premiers du classement annuel sont également listés.

## Classement hebdomadaire
| Date         | Artiste(s)          | Titre                               | Référence |
| ------------ | ------------------- | ----------------------------------- | --------- |
| 7 janvier    | SZA                 | SOS                                 |           |
| 14 janvier   | SZA                 | SOS                                 |           |
| 21 janvier   | SZA                 | SOS                                 |           |
| 28 janvier   | SZA                 | SOS                                 |           |
| 4 février    | SZA                 | SOS                                 |           |
| 11 février   | Tomorrow X Together | The Name Chapter: Temptation (en)   |           |
| 18 février   | SZA                 | SOS                                 |           |
| 25 février   | SZA                 | SOS                                 |           |
| 4 mars       | SZA                 | SOS                                 |           |
| 11 mars      | Karol G             | Mañana será bonito                  |           |
| 18 mars      | Morgan Wallen       | One Thing at a Time                 |           |
| 25 mars      | Morgan Wallen       | One Thing at a Time                 |           |
| 1er avril    | Morgan Wallen       | One Thing at a Time                 |           |
| 8 avril      | Morgan Wallen       | One Thing at a Time                 |           |
| 15 avril     | Morgan Wallen       | One Thing at a Time                 |           |
| 22 avril     | Morgan Wallen       | One Thing at a Time                 |           |
| 29 avril     | Morgan Wallen       | One Thing at a Time                 |           |
| 6 mai        | Morgan Wallen       | One Thing at a Time                 |           |
| 13 mai       | Morgan Wallen       | One Thing at a Time                 |           |
| 20 mai       | Morgan Wallen       | One Thing at a Time                 |           |
| 27 mai       | Morgan Wallen       | One Thing at a Time                 |           |
| 3 juin       | Morgan Wallen       | One Thing at a Time                 |           |
| 10 juin      | Taylor Swift        | Midnights                           |           |
| 17 juin      | Stray Kids          | 5-Star                              |           |
| 24 juin      | Morgan Wallen       | One Thing at a Time                 |           |
| 1er juillet  | Morgan Wallen       | One Thing at a Time                 |           |
| 8 juillet    | Morgan Wallen       | One Thing at a Time                 |           |
| 15 juillet   | Lil Uzi Vert        | Pink Tape                           |           |
| 22 juillet   | Taylor Swift        | Speak Now (Taylor's Version)        |           |
| 29 juillet   | Taylor Swift        | Speak Now (Taylor's Version)        |           |
| 5 août       | NewJeans            | Get Up                              |           |
| 12 août      | Travis Scott        | Utopia                              |           |
| 19 août      | Travis Scott        | Utopia                              |           |
| 26 août      | Travis Scott        | Utopia                              |           |
| 2 septembre  | Travis Scott        | Utopia                              |           |
| 9 septembre  | Zach Bryan (en)     | Zach Bryan                          |           |
| 16 septembre | Zach Bryan (en)     | Zach Bryan                          |           |
| 23 septembre | Olivia Rodrigo      | Guts                                |           |
| 30 septembre | Rod Wave            | Nostalgia                           |           |
| 7 octobre    | Rod Wave            | Nostalgia                           |           |
| 14 octobre   | Morgan Wallen       | One Thing at a Time                 |           |
| 21 octobre   | Drake               | For All the Dogs                    |           |
| 28 octobre   | Bad Bunny           | Nadie sabe lo que va a pasar mañana |           |
| 4 novembre   | Blink-182           | One More Time... (en)               |           |
| 11 novembre  | Taylor Swift        | 1989 (Taylor's Version)             |           |
| 18 novembre  | Taylor Swift        | 1989 (Taylor's Version)             |           |
| 25 novembre  | Stray Kids          | Rock-Star                           |           |
| 2 décembre   | Drake               | For All the Dogs                    |           |
| 9 décembre   | Taylor Swift        | 1989 (Taylor's Version)             |           |
| 16 décembre  | Ateez               | The World EP.Fin: Will              |           |
| 23 décembre  | Nicki Minaj         | Pink Friday 2                       |           |
| 30 décembre  | Taylor Swift        | 1989 (Taylor's Version)             |           |

## Classement annuel
Le chanteur de country Morgan Wallen est resté no 1 durant 16 semaines non-consécutives, suivi par les chanteuses SZA (8 semaines) et Taylor Swift (7 semaines, avec trois albums différents).
L'album One Thing at a Time de Morgan Wallen arrive en tête du classement annuel établi par Luminate grâce à son activité en streaming. Il totalise 5 362 000 équivalent ventes. En termes de ventes pures (formats physiques et téléchargement), c'est 1989 (Taylor's Version) de Taylor Swift qui arrive en tête avec 1 975 000 unités écoulées dans l'année. Cinq albums de cette chanteuse figurent dans les dix plus grosses ventes annuelles (physiques, numériques et streaming), de janvier à décembre 2023. Ses albums occupent la 2e place avec Midnights (3,2 millions d'exemplaires), la 4e avec 1989 (Taylor’s Version) (2,872 millions), la 6e avec Lover (1,875 million), la 8e avec Speak Now (Taylor’s Version) (1,775 million) et la 9e avec Folklore (1,612 million), soit plus de 11,3 millions d'équivalents-ventes. C'est un record ; le record précédent (trois albums du même artiste dans les dix meilleures ventes) était détenu depuis 1993 par le chanteur de country Garth Brooks, avant l'arrivée du streaming et d'internet. 
Morgan Wallen et Taylor Swift classent chacun deux albums dans le top 10 annuel du magazine Billboard (novembre 2022 à octobre 2023).
Le top 10 de l'année aux États-Unis selon Billboard :
1. Morgan Wallen - One Thing at a Time (country)
2. Taylor Swift - Midnights (pop)
3. SZA - SOS (RnB contemporain)
4. Drake & 21 Savage - Her Loss (rap)
5. Morgan Wallen - Dangerous - The Double Album (country)
6. Metro Boomin - Heroes & Villains (rap)
7. Bad Bunny - Un  verano sin ti (rap et reggaeton)
8. Zach Bryan - American Heartbreak (country)
9. Taylor Swift - Lover (pop)
10. Travis Scott - Utopia (rap)

## Lien connexe
- Liste des titres musicaux numéro un aux États-Unis en 2023